# صوان ديانا

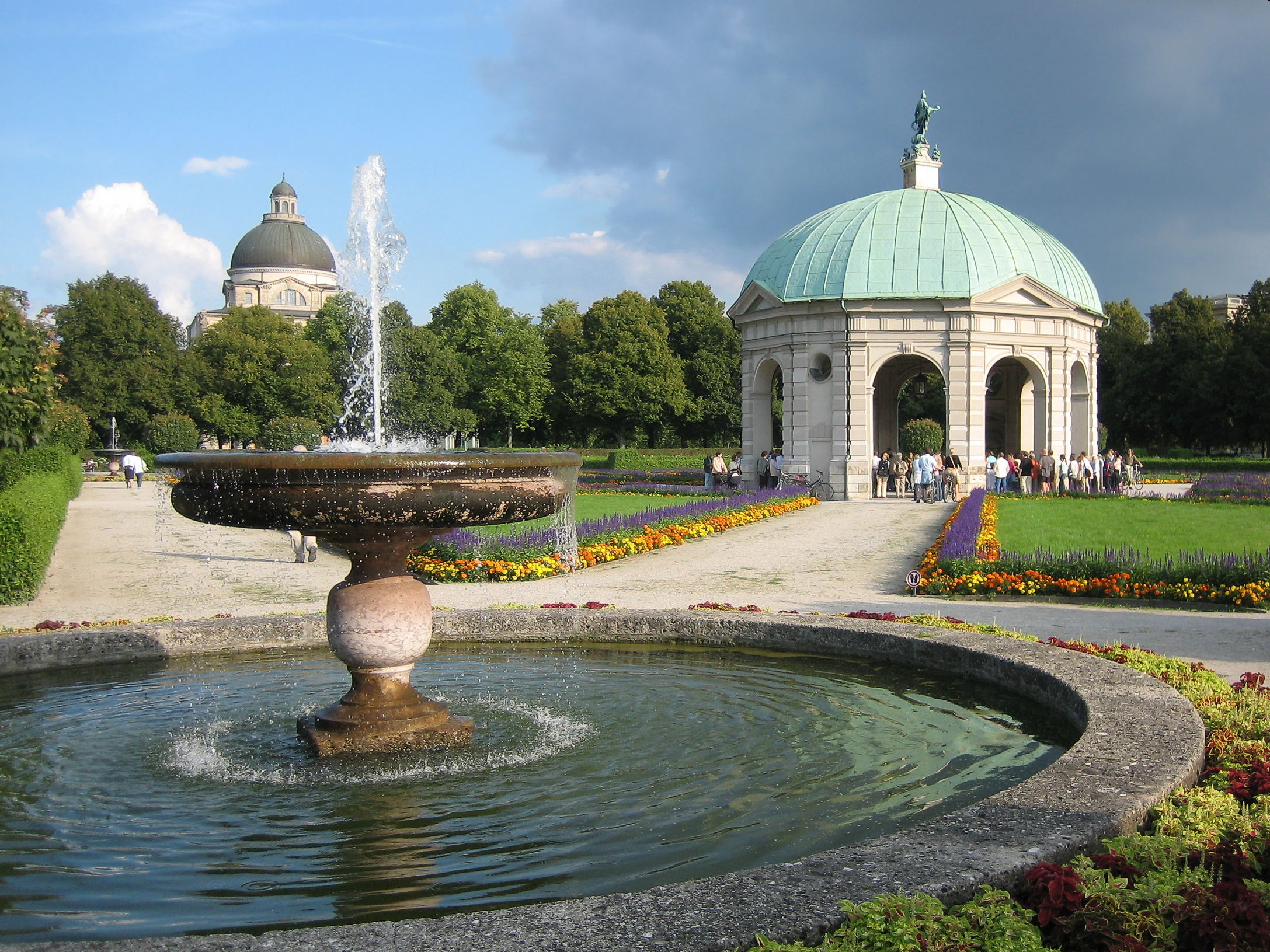
صوان ديانا في وسط حديقة قصر ميونيخ Hofgarten.

صوان ديانا أو معبد ديانا (باللألمانية: Dianatempel) هو صوان موجود في حديقة القصر (ريزيدينس) في ميونيخ بألمانيا. الصوان مخصص لإلهة الصيد لدي قدماء الإغريق واسمها «ديانا». تعد الإلهة ديانا أحد رموز ولاية بافاريا التي عاصمتها ميونيخ. تعرف حديقة القصر بـ «هوف غاردن»
Hofgarten.

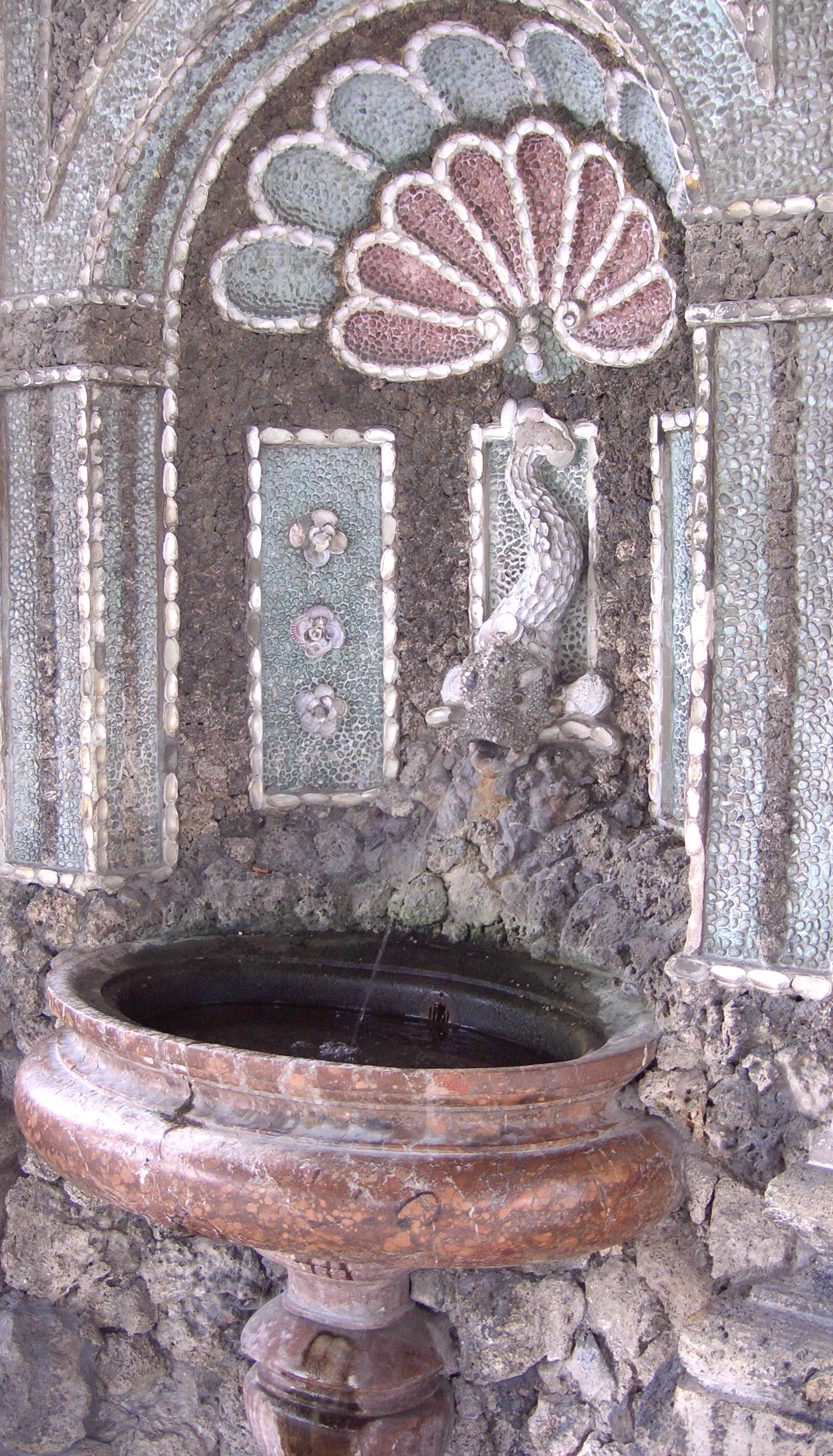
أحد ينابيع الماء الموجودة في صرح ديانا في حديقة قصر ميونيخ.

بني معبد ديانا (صرح ديانا) وكذلك الحديقة الملحقة بقصر الريزيدينس في ميونيخ خلال الأعوام 1613 - 1617 على طراز الفن الإيطالي. ويرجع هذا البناء إلى الملك ماكسميليان الأول، ملك بافاريا في ذلك الوقت. ويكوّن الصرح أو الصوان مركز الحديقة، ويعتقد أن مصممه كان يسمى «هاينربش شون» من عام 1615.
فوق صوان ديانا يوجد تمثال كبير من البرونز وهو يرمز إلى بافاريا. وهو تمثال طبق الأصل من التمثال الأصلي المعروض في متحف القصر. تمثال ديانا هذا من أعمال الفنان «هربرت غيرهارد». التمثال البرونزي الذي يتوّج قبة الصوان قام بتشكيله الفنان «هانز كرومبر» في عام 1594 ويمثل رفاهية ولاية بافاريا.
الصرح يقع في وسط حديقة القصر، وبه أربعة ينابيع ماء من الأصداف. كما يحيط بالصرح أربعة نافورات ماء موزعة في الحديقة حوله.

## استخدامات الصوان

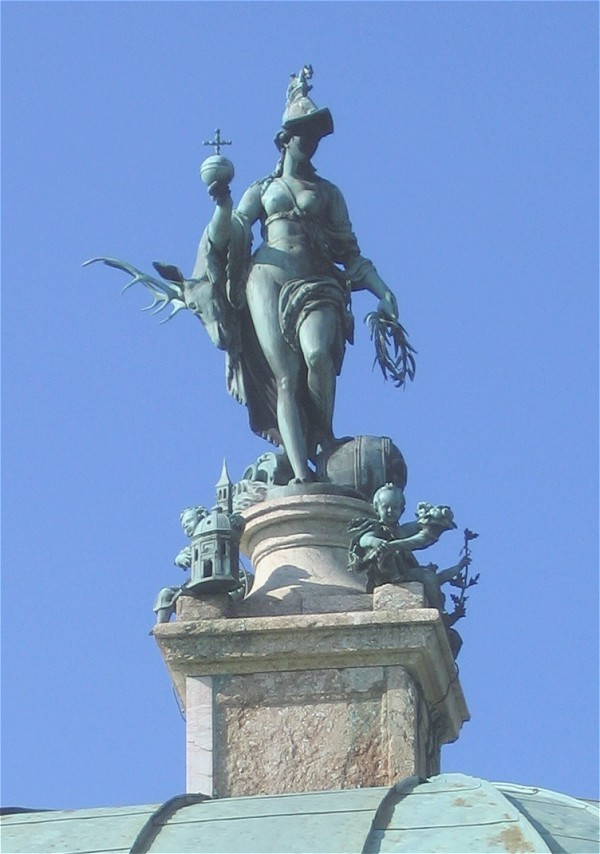
بافاريا على صوان ديانا في حديقة قصر ميونيخ. Hofgarten

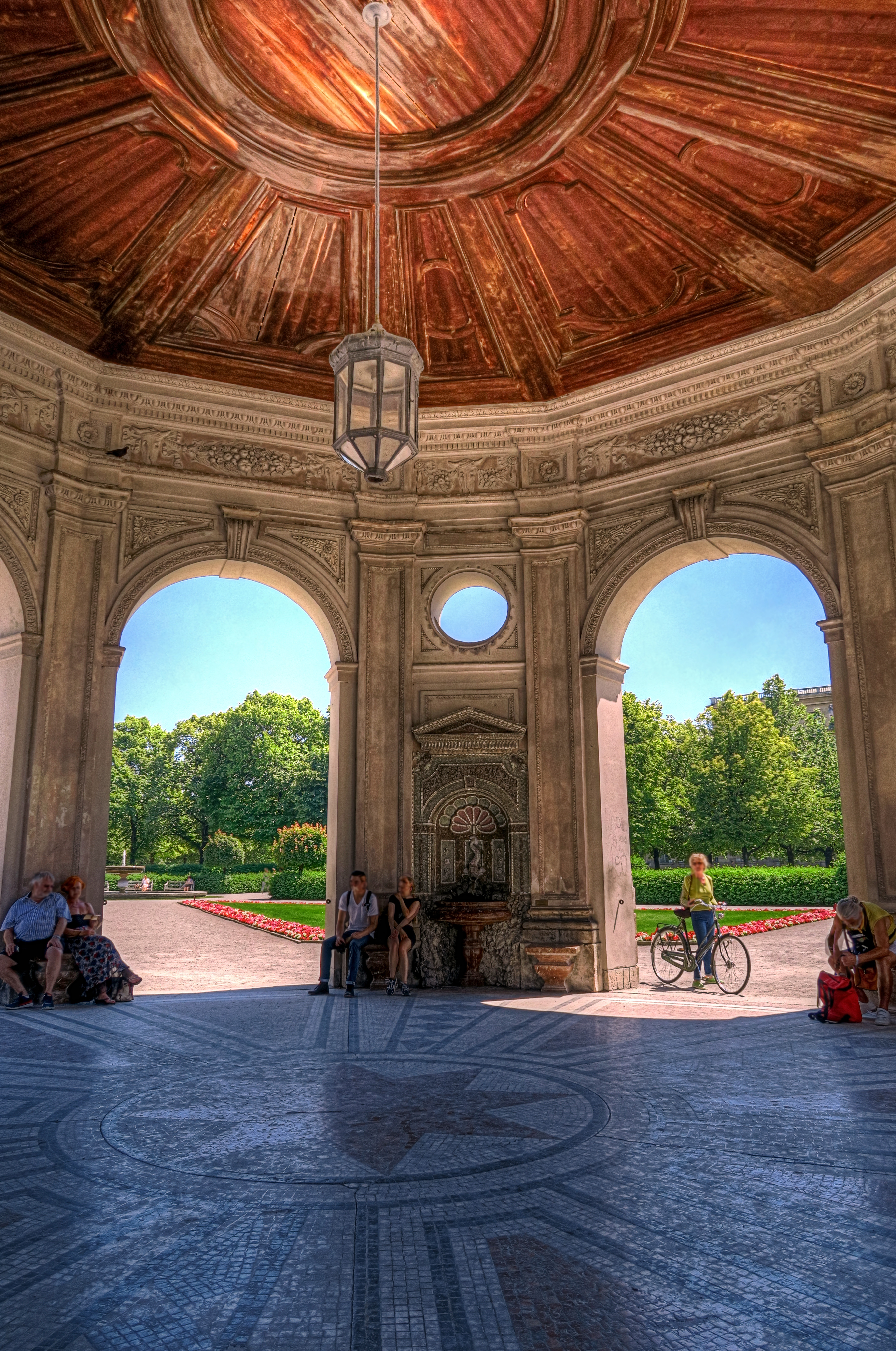
منظر من داخل الصوان ويبين زينة السقف.

صوان ديانا وحديقة القصر مفتوحان لعامة الجمهور وزيارتهما مجانا.
يستخدم الصوان حاليا لإقامة الحفلات الموسيقية، كما يلعب فيه أحيانا عازفون هواة للموسيقى. وفي فصل الصيف يجتمع فيه مجموعات مختلفة لرقصات عديدة مثل التانجو والسالسا والسوينج.). تسمح البلدية بتلك اللقاءات التي لا تبتغي الكسب، طالما لا تشكل إزعاجا للزائرين. ويجتمع في العادة عدد غفير من الناس يوم الأحد بعد الظهر لمشاهدة الراقصين الهواة.
عند العزم على إجراء مثل تلك اللقاءات يجب أخذ موافقة من البلدية التي تراعي القصور الملكية والحدائق والبحيرات الموجودة في المنطقة. وهي أيضا الجهة التي تقوم بتصريح من يريد لعب آلات موسيقية في الصوان أو الحديقة.

## وصلات خارجية
- Der Münchner Hofgarten auf www.muenchen.de
- Der Münchner Hofgarten auf www.schloesser.bayern.de

## اقرأ أيضا
- قمة تسوغشبيتسه
- بافاريا
- ميونيخ
- قصر نويشفانشتاين

‌